# 曾心儀
曾心儀（1948年3月23日—），本名曾台生，是台灣女性作家與台灣獨立運動參與者。

## 經歷
曾心儀出生於台南市，父親是中國江西省永豐縣人，母親是台灣福佬人。
她在1982年畢業於中國文化大學大眾傳播系，但早於1978年開始就投身於黨外民主運動。

## 著作
- 《我愛博士》
- 《彩鳳的心願》
- 《那群青春的女孩》
- 《貓女》
- 《等》
- 《又聞稻香》
- 《游過生命黑河》
- 《走進福爾摩沙時光步道》
- 《福爾摩沙紅綠繽紛》

## 外部連結
- 曾心儀Facebook個人頁

1. 1 2  . www3.nmtl.gov.tw.   [2021-07-08]. （原始内容存档于2021-07-09）.